# Chogha Zanbil
Chogha Zanbil (persa: چغازنبيل; elamita: Dur Untash) és un antic complex elamita a la província de Khuzestan de l'Iran. És un dels pocs zigurats existents fora de Mesopotàmia. Es troba aproximadament 30 km al sud-est de Susa i 80 km al nord d'Ahvaz. Les ruïnes de Choga Zanbil van ser declarades Patrimoni de la Humanitat per la Unesco l'any 1979.

## Etimologia
Chogha Zanbil és un nom en luri bakhtiari que s'acostuma a traduir com ‘túmul del cistell’. El seu nom original era Dur Untash, que significa ‘Ciutat d'Untash’ en assiri, tot i que és poc probable que hi visqués mai gaire gent, a part de sacerdots i servents.

## Història
El recinte va ser construït al voltant de 1250 aC pel rei Untash-Napirisha, en la ruta entre Anshan i Susa, principalment per honorar el gran déu nacional de Susa, Inshushinak. El complex està protegit per tres murs concèntrics que defineixen les àrees principals de la «ciutat». L'àrea interior està ocupada amb un gran ziggurat dedicat al déu principal, que va ser construït sobre un temple quadrat anterior amb sales d'emmagatzematge també construïdes per Untash-Napirisha.

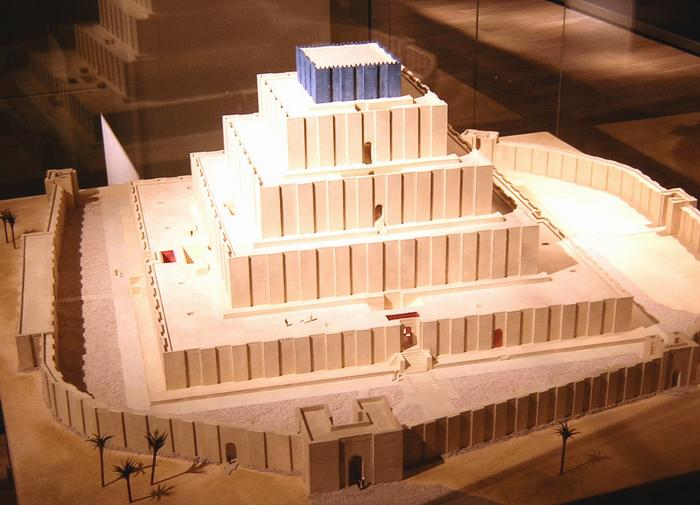
Chogha Zanbil Zigurat (model)

## Descripció
El monument més important és un extraordinari zigurat, construït segons un mètode únic: en lloc d'estar format per terrasses superposades, els quatre pisos estan encaixats verticalment. El zigurat ocupa completament el recinte interior, i va ser construït sobre un temple quadrat anterior, també erigit per Untash-Naprisha. És un dels dos únics zigurats que s'han conservat fins als nostres dies fora de Mesopotàmia, i un dels millor conservats.
A la zona intermèdia es troben onze temples dedicats a déus menors. Es creu que originàriament es van planificar vint-i-dos temples, però el rei va morir abans que poguessin estar acabats, i els seus successors van interrompre les obres de construcció. A la zona exterior hi ha els palaus reials, un palau funerari que conté cinc tombes reials subterrànies.
A la zona exterior, al sud-est, es va construir un barri real amb palaus; les cinc tombes reals subterrànies descobertes baix un dels palaus contenen restes incinerades segons una pràctica similar a les dels hitites i hurritas, però que no es troba en la tradició elamita. És possible que es tractés d'una dinastia d'origen estranger, potser en relació amb grups primitius indoeuropeus. Prop dels palaus s'ha descobert un temple dedicat a Nusku, déu mesopotàmic del foc.

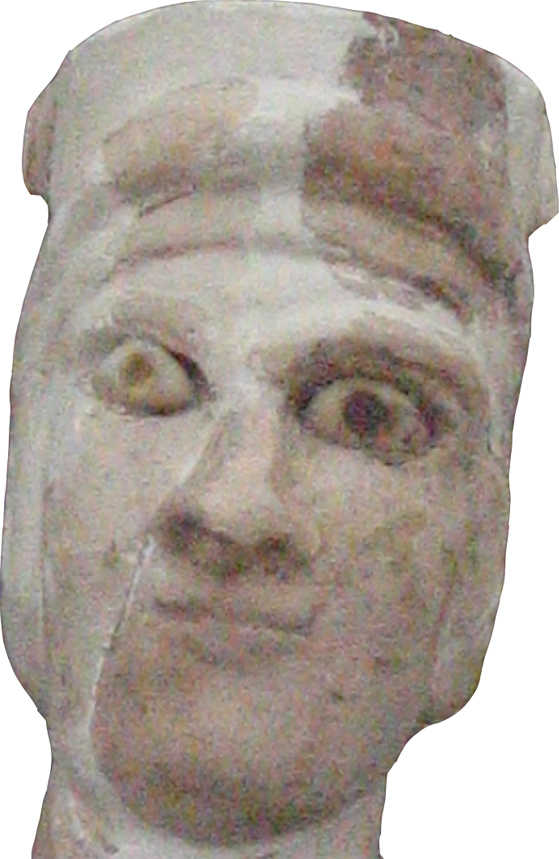
Figurilla de caolí del segon mil·lenni adC.

Aparentment, la ciutat pròpiament aquesta no va arribar a ser construïda ni habitada; el lloc va ser abandonat ràpidament, potser a causa de l'extinció de la dinastia d'Untash-Naprisha. La major part de les obres d'art realitzades per a la ciutat van ser transportades a Susa. El zigurat, no obstant això, es va mantenir actiu durant diversos segles, fins a la seva destrucció pel rei assiri Asurbanipal el 640 aC. Alguns historiadors opinen que el gran nombre de temples i santuaris construïts en Choga Zanbil significa que Untash-Naprisha pretenia crear un nou centre religiós per reemplaçar a Susa i unificar els déus de l'alt i el baix Elam.
El zigurat originalment mesurava 105,2 m a cada costat i uns 53 m d'alçada, en cinc nivells, i estava coronat amb un temple. El maó de fang era el material bàsic de tot el conjunt. El zigurat va rebre un parament de maons cuits, alguns dels quals tenen caràcters cuneïformes que donen noms de divinitats en les llengües elamita i acadia. Tot i que el zigurat ara només fa 24,75 m d'alt, menys de la meitat de la seva alçada original estimada, el seu estat de conservació és insuperable. 

El zigurat és considerat per la UNESCO com l'exemple millor conservat del monument piramidal esglaonat. El 1979, Chogha Zanbil es va convertir en el primer lloc iranià inscrit a la Llista del Patrimoni Mundial de la UNESCO.

## Arqueologia

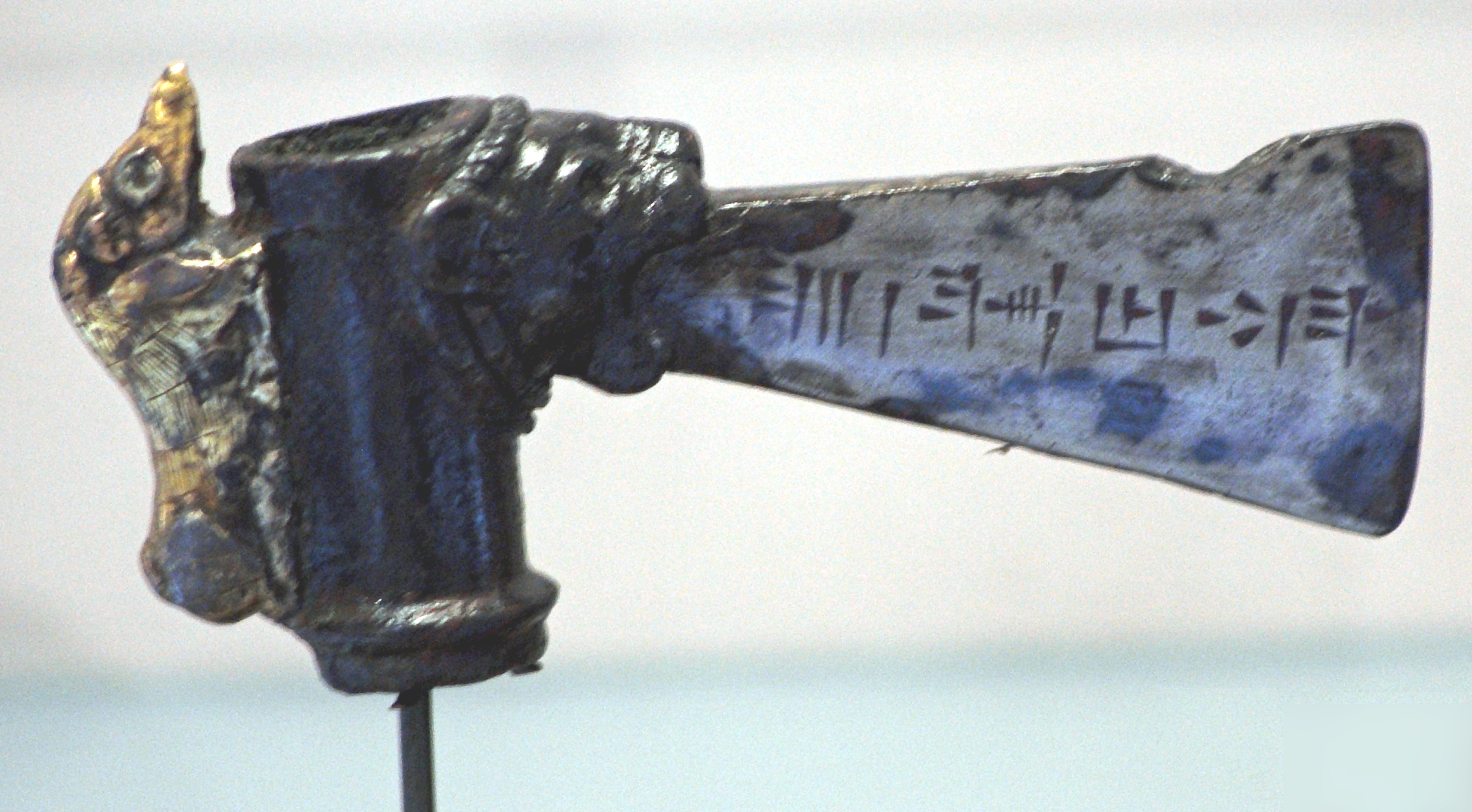
Destral que porta el nom del rei Untash-Napirisha.

Chogha Zanbil va ser excavada en sis temporades entre 1951 i 1961 per Roman Ghirshman.

## Amenaces
L'exploració de petroli a causa de l'augment de la demanda mundial amenaça els fonaments del lloc, ja que s'han dut a terme diverses proves sísmiques per explorar les reserves de petroli. L'excavació de petroli s'ha dut a terme fins a 300 m lluny del zigurat.

## Galeria

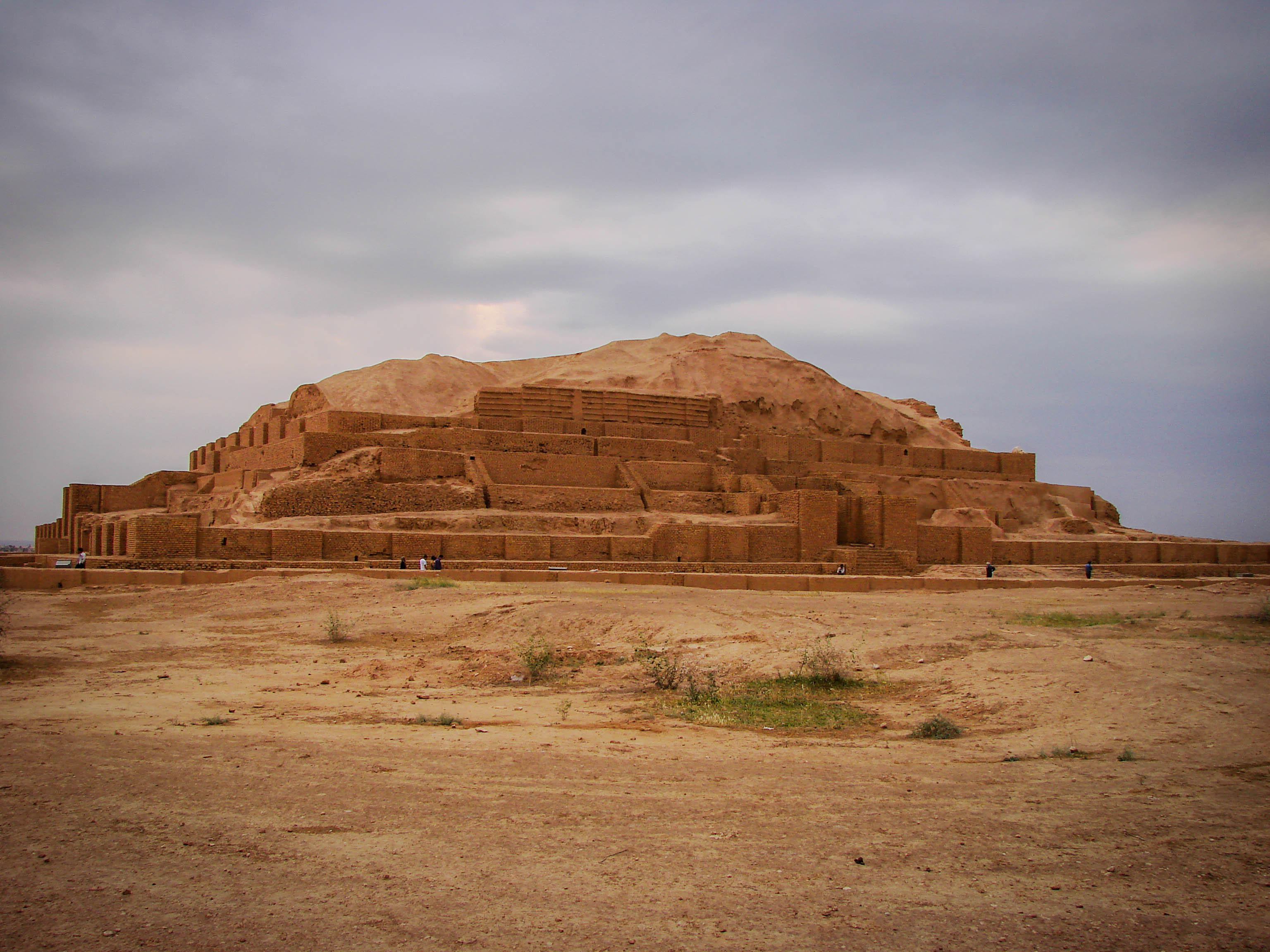
Zigurat de Dur Untash
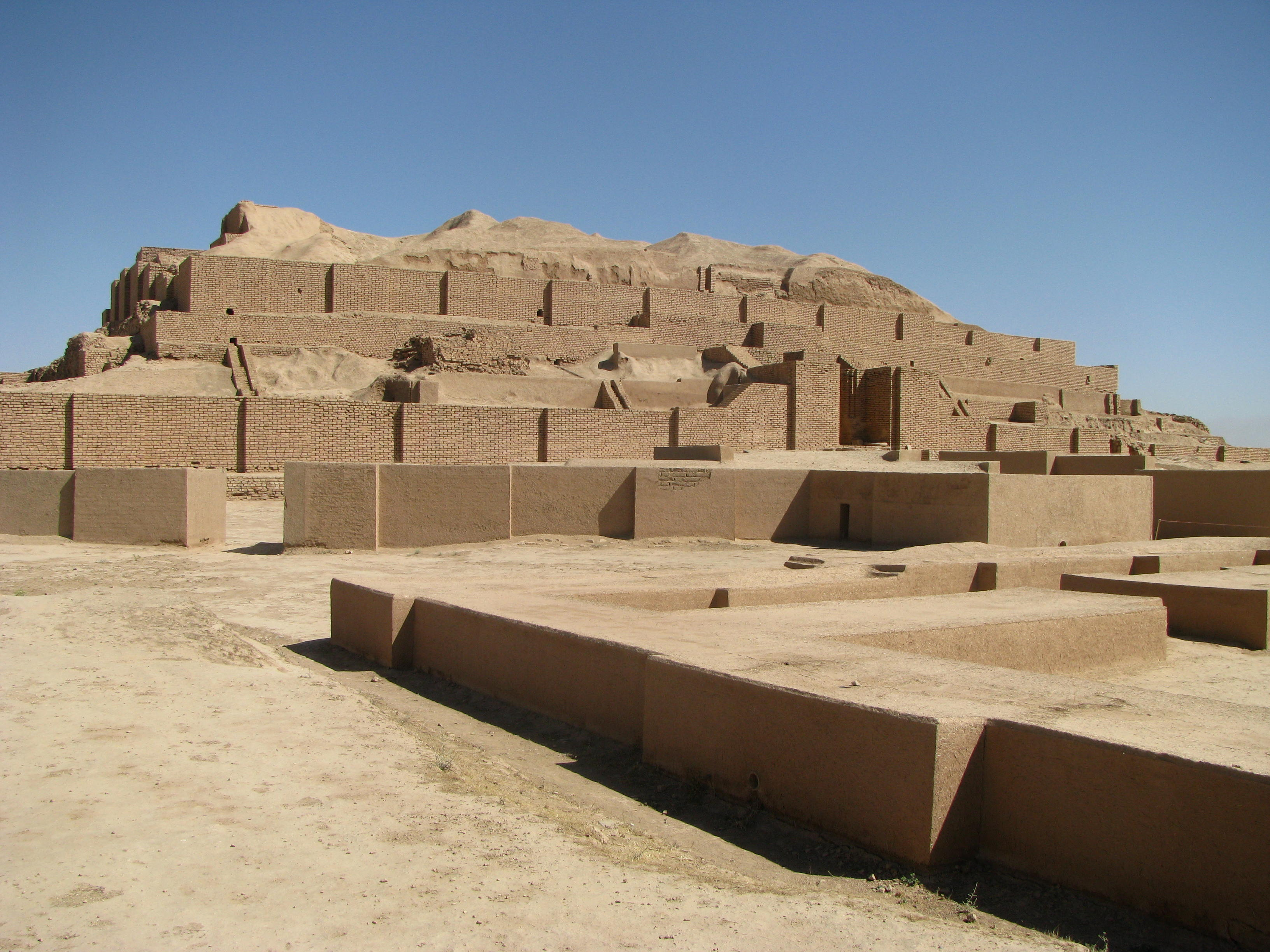
Vista de perfil de l'estructura de Dur Untash Zigurat
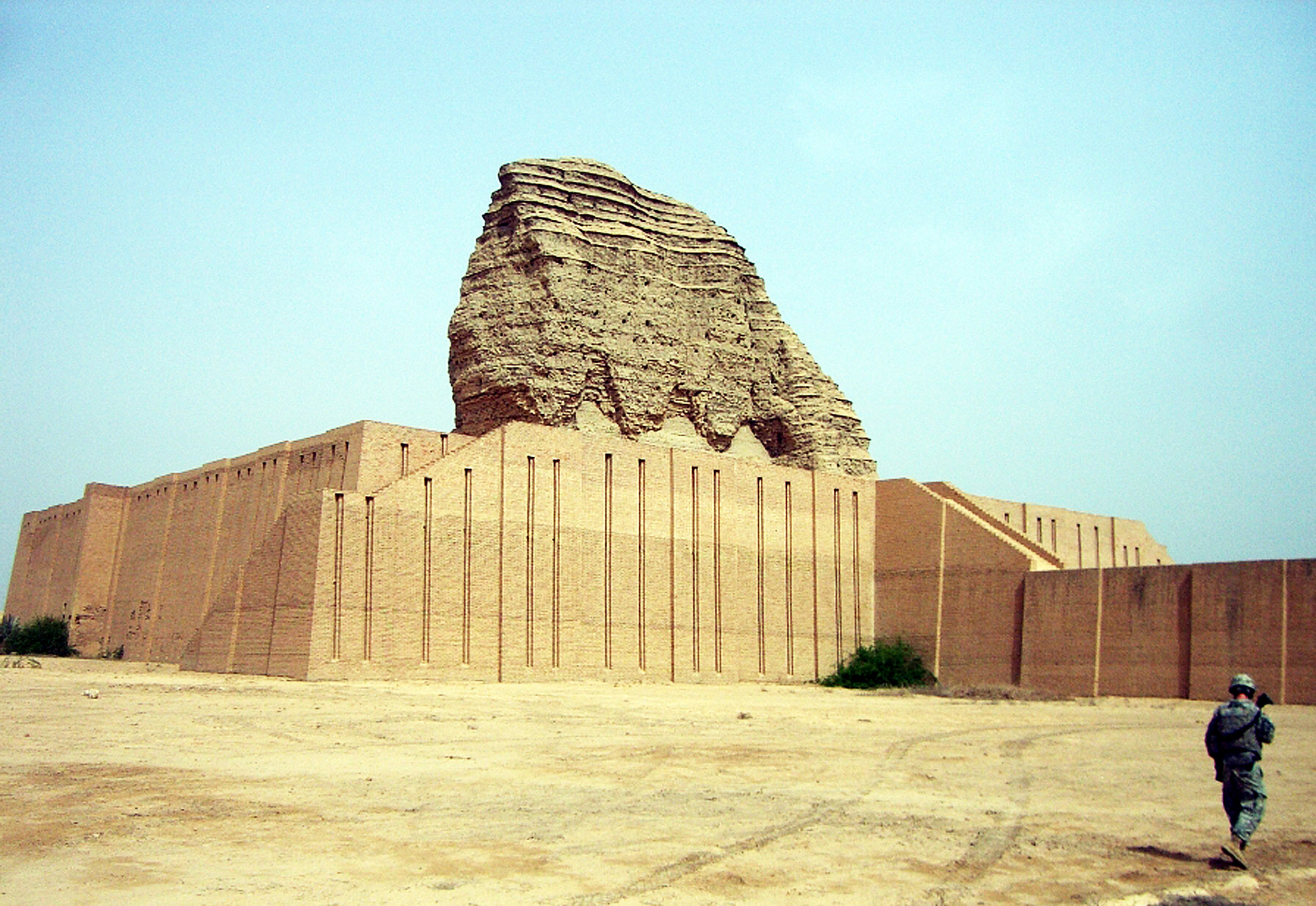
Estructures similars de zigurat a l'Iraq: el zigurat de Dur-Kurigalzu
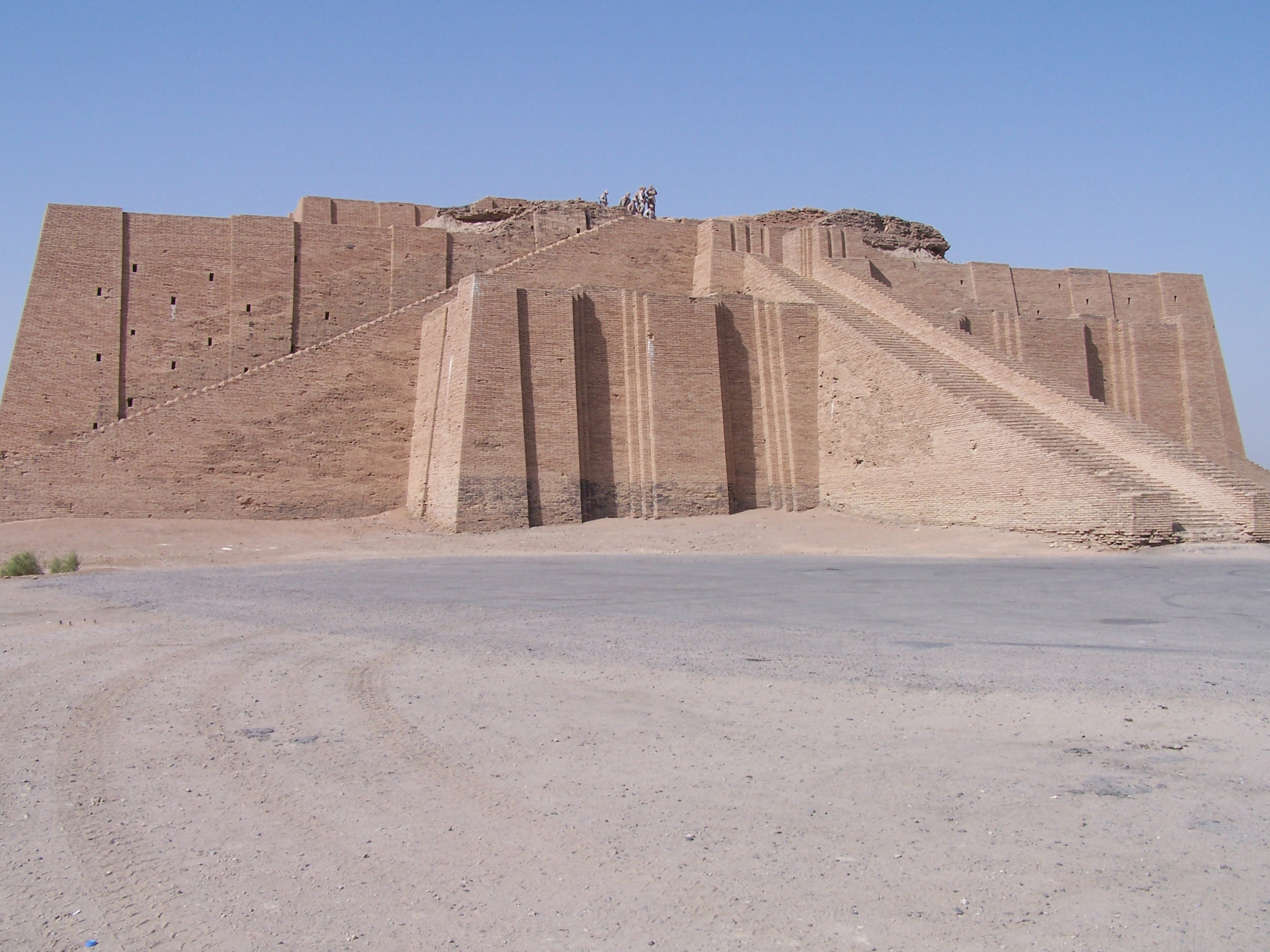
Estructures similars de zigurat a l'Iraq: el zigurat d'Ur
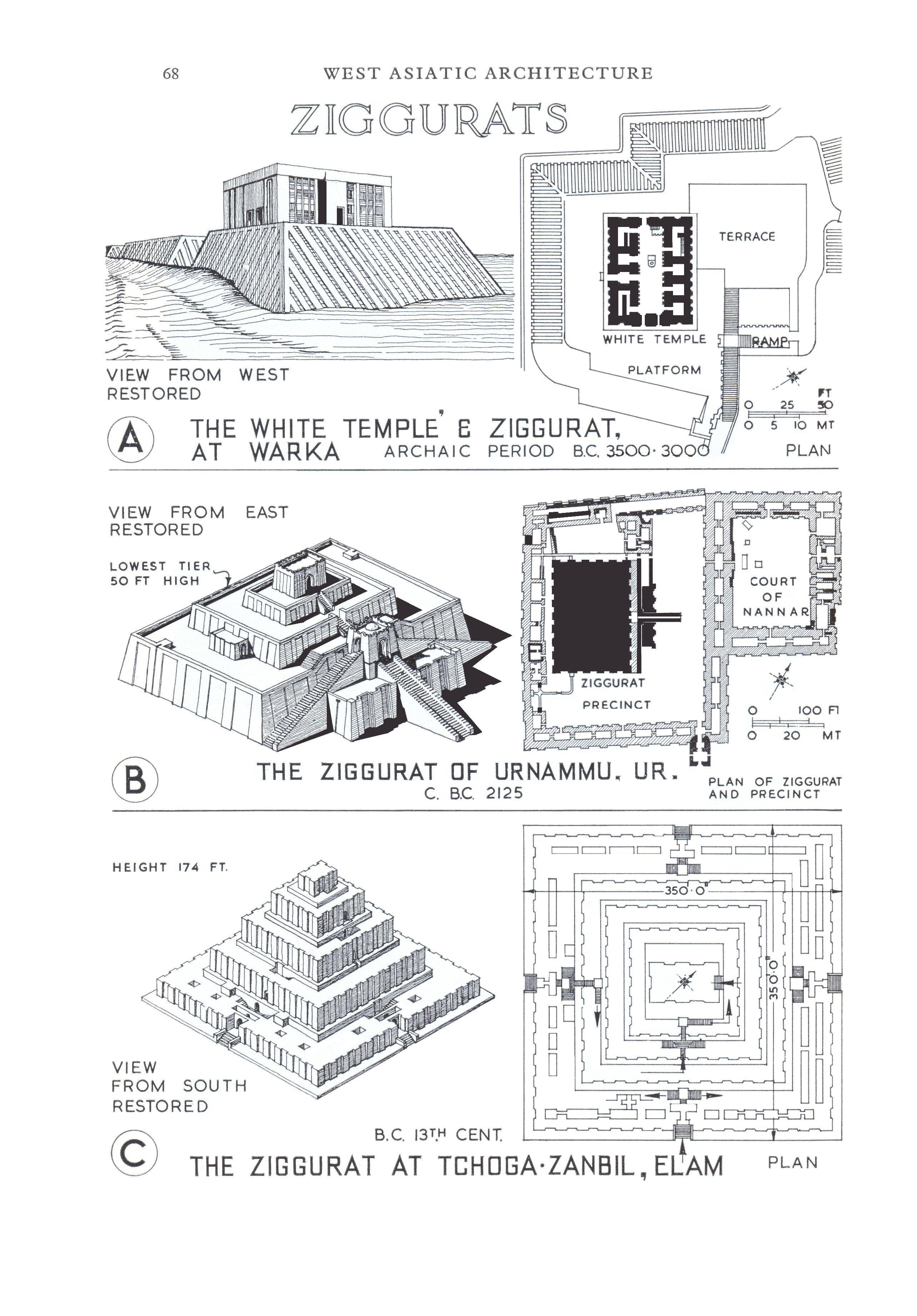
El Zigurat de Chogha Zanbil és un dels principals Zigurats
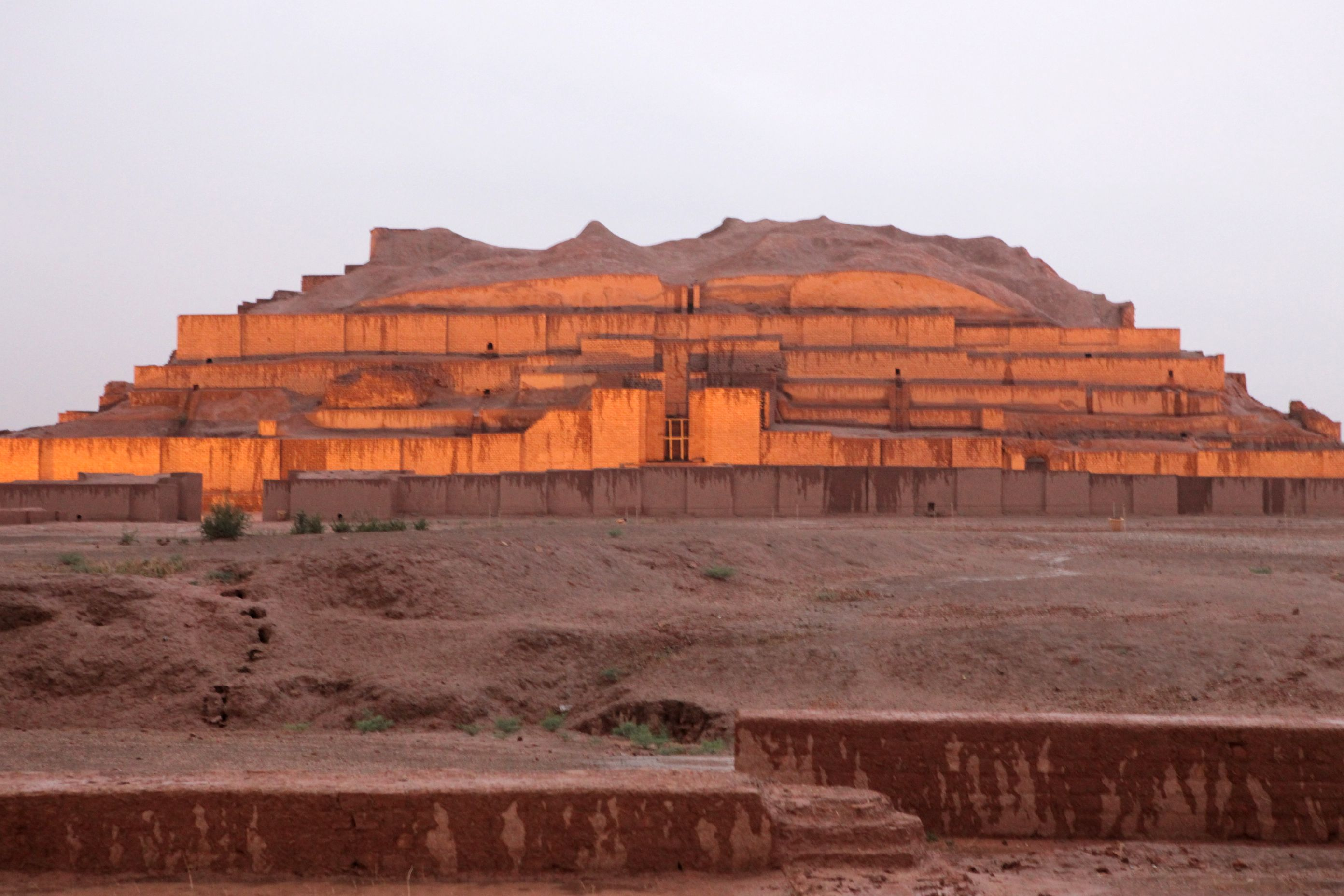
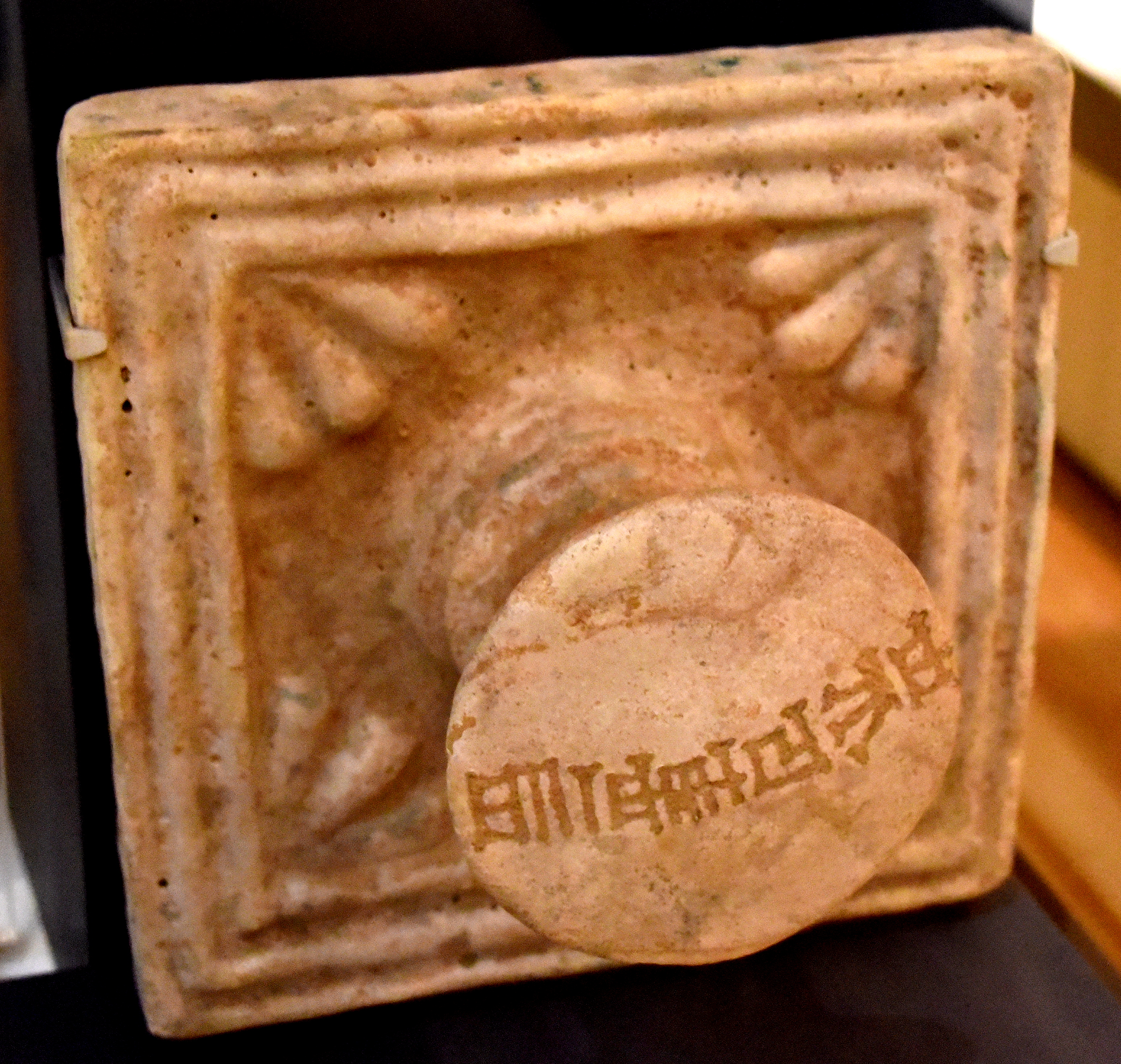
Placa de porta vidriada (originalment blava) amb capçalera. La inscripció cuneiforme elamita diu Palau d'Untash-Napirisha, rei d'Elam. Segle XIII aC. De Chogha Zanbil, Iran. Museu Britànic.